# Mō Nido to...
Mō Nido to... (もう二度と・・・?) è un brano musicale della cantante giapponese j-pop Beni, pubblicato come primo singolo estratto dall'album Bitter & Sweet il 10 dicembre 2008. È il primo singolo pubblicato a nome Beni, e non Beni Arashiro, ed il primo pubblicato dalla Universal Music Japan. Il singolo è arrivato sino alla ventesima posizione della classifica Oricon dei singoli più venduti in Giappone, vendendo circa 12 400 copie. Il brano è una "risposta" a Mō Ichi do... di Dohzi-Tè, ed è stato usato come sigla finale della trasmissione Hz trasmesso dalla MBS.

## Tracce
CD Singolo UPCH-80100
1. Mou Nido to... (もう二度と・・・)
2. STAY
3. Mou Nido to... (Instrumental) (もう二度と・・・)
4. STAY (Instrumental)

Durata totale: 20:59

## Classifiche
| Classifica (2008) | Posizione più alta |
| ----------------- | ------------------ |
| Giappone (Oricon) | 20                 |